# Scaphiopus couchii
Scaphiopus couchii là một loài cóc. Đây là loài bản địa Đông Nam Hoa Kỳ, miền bắc Mexico, New Mexico, và bán đảo Baja. Chúng có thể được tìm thấy trên khắp sa mạc Sonoran, trong đó bao gồm các bộ phận của miền nam Arizona và California.Là một loại có có độc tố gây ảo giác, chất độc giống ma túy vậy